# Colori e simboli del Football Club Internazionale Milano
(Giorgio Muggiani, 9 marzo 1908)

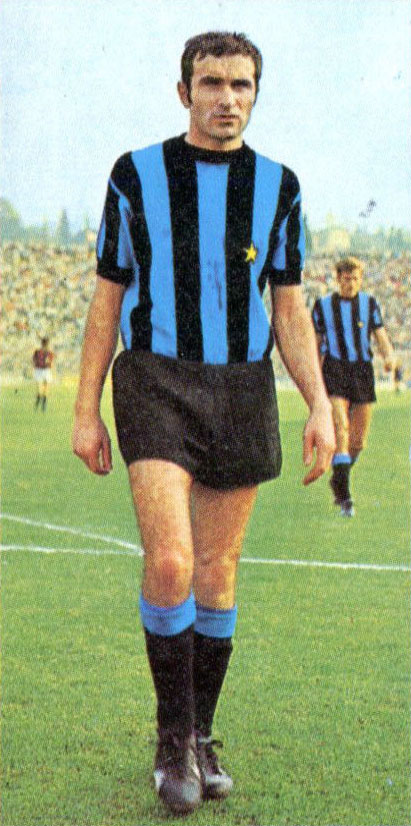
Il tradizionale completo dell'Inter: maglia a strisce verticali nerazzurre, pantaloncini neri e calzettoni neri con richiami azzurri.

In questa pagina sono riportati i colori e simboli del Football Club Internazionale Milano, società calcistica italiana con sede a Milano.
Fondata nel 1908, i suoi colori distintivi sono da sempre l'azzurro e il nero che furono scelti dal disegnatore nonché socio fondatore del club Giorgio Muggiani: con tale abbinamento cromatico Muggiani intese da una parte rendere omaggio rispettivamente al cielo e alla notte che avevano tenuto a battesimo la nascita della nuova squadra, ispirata da principi di fratellanza, e dall'altra opporsi al binomio rosso e nero espresso dai rivali cittadini del Milan. Dall'emblema distintivo della famiglia Visconti, fondatrice del Ducato di Milano – antico Stato dell'Italia settentrionale con capitale l'omonima città – deriva l'adozione tra i simboli societari di un biscione, declinato nel corso degli anni in varie forme più vicine a quelle di un serpente (che comparve per un breve intervallo di tempo sullo stemma del club) che non alla classica bissa storicamente legata alla città meneghina. Dalla bandiera del Ducato di Milano venne presa a prestito la croce rossa su campo bianco che servì da ispirazione per il disegno della casacca distintiva della Società Sportiva Ambrosiana, nuova realtà calcistica nata dalla fusione con i rivali cittadini dell'Unione Sportiva Milanese – imposta dal regime fascista e mai realmente digerita – che ebbe tuttavia vita breve in favore di un ritorno al classico nerazzurro.
La denominazione e la simbologia adottata dall'Inter sono state, nel corso della sua storia, fonti d'ispirazione per i nomi, le divise e gli stemmi di numerose società calcistiche italiane e straniere, tra cui il Pisa, il Renate lo Chambly, il Martigues, l'Inter Escaldes, l'Inter Turku, l'Independiente del Valle e l'Interclube.

## La maglia

### Prima divisa

#### Storia

##### Dagli albori agli anni 1930

La formazione dell'Inter che nel 1910 vinse il suo primo titolo nazionale; la maglia palata nerazzurra – diversa da giocatore a giocatore in quanto realizzata da maglifici diversi – è abbinata a pantaloncini bianchi e calzettoni neri.

A scegliere i colori della tradizionale maglia nera e azzurra palata (dal termine araldico "palo", che indica strisce verticali) fu l'illustratore Giorgio Muggiani. Originariamente, il numero delle strisce sulla maglia – in realtà una camicia di cotone pesante e di flanella, in considerazione del fatto che si giocava quasi esclusivamente nei mesi primaverili – variava a seconda del manufattore, dato che venivano confezionate da sartorie artigianali varie o addirittura in casa indossava ancora casacche realizzate da maglifici diversi (pur cercando una certa uniformità): in ogni caso le righe nere variavano da un minimo di tre a un massimo di cinque, mentre quelle azzurre da un minimo di tre a un massimo di quattro. La maglia poteva presentare scollo a V nero, più o meno ampio, colletto nerazzurro o ancora colletto bianco e laccetti. Il capitano di allora, Virgilio Fossati, veniva contraddistinto dallo stemma di Milano cucito sul petto.
Fino alla fine degli anni 1920 non ci furono novità sostanziali a parte la comparsa sul petto di uno stemma con il biscione di Milano nella stagione 1912-1913.
Nel campionato 1923-1924 i nerazzurri indossarono per la prima volta una divisa a maniche corte.
Nel 1928, a seguito della fusione con i concittadini dell'Unione Sportiva Milanese – voluta dal regime fascista, che impose anche il cambio di denominazione in Società Sportiva Ambrosiana – la tradizionale divisa palata fu accantonata in favore di una maglia bianca con scollo a V crociata in rosso, sulla quale venne apposto all'altezza del petto uno stemma ovale con fascio littorio. La nascita della nuova realtà fu osteggiata sia dai tifosi, che continuavano a chiamarla Inter, sia dai dirigenti che nell'amichevole Ambrosiana-Newcastle Utd del 19 maggio 1929 usarono la maglia nerazzurra con lo stemma della Milanese. Nella stagione 1929-1930 si ritornò alla maglia che aveva caratterizzato il club prima della fusione, con lo stemma della Milanese sul petto.

La divisa utilizzata dall'Ambrosiana, nata dalla fusione tra Inter e Milanese, nella stagione 1928-1929: maglia bianca rossocrociata abbinata a calzoncini e calzettoni neri.

##### Dagli anni 1930 ai 1950
Nel 1930-1931, la squadra appose per la prima volta sulla maglia lo scudetto con fascio littorio – che aveva esordito per la prima volta sulla maglia del Genoa nel campionato 1924-25 – mentre per quanto riguarda le variazioni stilistiche si segnalò lo scollo a V a scacchi che richiamava i colori sociali (bianco e nero) della Milanese. Dal 1932-1933 l'Inter tornò a usare la maglia che aveva indossato nei campionati 1927-1928 e 1929-1930, senza lo stemma della Milanese. Nella stagione 1938-1939, la divisa fu impreziosita dallo scudetto.
Questa maglia fu usata anche nel 1939-1940 mentre la stagione 1940-1941, segnò l'immediato ritorno dello scudetto sul petto dopo un anno di assenza. Dal 1941 al 1946 venne usata prevalentemente una divisa a sei righe – tre nere e tre azzurre – mentre per il 1946-1947 fu usata una maglia con sette righe, tre nere e quattro azzurre. Dal 1947 al 1959 la casacca ebbe in prevalenza quattro strisce nere e tre azzurre. Nella stagione 1958-1959 comparve lo stemma societario sul petto. L'anno seguente la maglia restò invariata, ad eccezione dello stemma societario che fu rimosso.

##### Anni 1960 e 1970

Dalla seconda metà degli anni 1960, l'Inter ha apposto sulle proprie maglie una stella – qui sopra lo scudetto tricolore – per celebrare la vittoria del decimo titolo nazionale.

Nel 1961-1962 e nel 1962-1963, le righe divennero nove – quattro nere e cinque azzurre – ma nella stagione immediatamente successiva tornarono a essere sette, quattro nere e tre azzurre. La divisa per il 1963-1964 fu impreziosita dal tricolore, che celebrava il campionato conquistato l'anno precedente. Fu un periodo di grandi soddisfazioni sportive per la squadra che contribuì alla formazione di una divisa iconica, che infatti subì poche modifiche e non sostanziali fino al 1971, se si eccettuano il tricolore che tornò a campeggiare sulle maglie nella stagione 1965-1966 e la stella celebrativa del decimo titolo italiano in quella 1966-1967. Dal 1967-1968 sul petto rimase solo la stella.
Nel 1971-1972 la maglia fu impreziosita dal tricolore. Da quella stagione e fino a quella 1976-1977 la divisa non subì modifiche degne di nota; il numero delle strisce fu prevalentemente pari a sette. A partire dalla stagione 1977-1978 comparve stabilmente sulla maglia il logo del fornitore tecnico, quello della Puma. Nell'annata successiva la maglia si fregiò per la prima volta della coccarda tricolore in virtù del successo dell'anno prima nella Coppa nazionale. La maglia della stagione 1979-1980 rimase invariata rispetto a quella dell'annata precedente, eccezion fatta per l'adozione di un nuovo stemma sociale all'interno del quale faceva bella mostra di sé un serpente.

##### Anni 1980

La prima metà degli anni 1980 segna l'arrivo sulle maglie delle prime sponsorizzazioni.

Per la stagione 1980-1981, la divisa tornò a esporre il tricolore in luogo dello stemma che trovò spazio solo sulla manica destra. Inoltre, le strisce si fecero più fitte e vennero adottati dei pantaloncini azzurri. Dal 1981 l'Inter abbandonò il fornitore tecnico tedesco per legarsi all'azienda italiana della Mec Sport e le strisce tornarono leggermente più larghe. L'anno successivo comparve sulle maglie nerazzurre pure il primo sponsor ufficiale. Già dal 1983-1984 tornarono i pantaloncini neri e la divisa rimase sostanzialmente invariata fino al 1986.
L'annata 1986-1987 vide l'esordio di un nuovo fornitore tecnico, il francese Le Coq Sportif, che si distinse nel biennio di sponsorizzazione per l'adozione di un numero di strisce variabili da un minimo di sette a un massimo di nove e per aver riportato lo stemma sociale sul petto. Nella stagione 1988-1989, la prima dell'azienda tedesca Uhlsport, si assistette alla comparsa sulle maglie di una versione dello stemma leggermente ritoccata che apportava sopra anche la denominazione del club. La casacca della stagione 1989-1990 fece segnare il ritorno del tricolore, che spostò il nuovo stemma sociale – ancora cambiato e più simile adesso a quello originario – sulla manica destra.

##### Anni 1990

L'uniforme usata nella stagione 1993-1994; a partire dalla prima metà degli anni 1990 la tonalità d'azzurro – qui più chiara rispetto ai decenni passati – cambierà diverse volte.

Nel 1991 si registrò un nuovo cambio di fornitore tecnico dopo l'accordo con la Umbro: l'azienda inglese esordì con una maglia contraddistinta da un numero di strisce pari a sette, tre nere e quattro azzurre. La divisa per l'anno successivo si caratterizzò per l'uso di una tonalità di azzurro più chiara rispetto alle precedente e per un numero di righe più elevato. Dal 1993 al 1995 le strisce furono stabilmente nove, cinque nere e quattro azzurre.
La stagione 1995-1996 fu segnata dall'utilizzo di una tonalità di azzurro più scura che fu confermata anche nelle due successive annate. Nella stagione 1997-1998 la maglia presentava nella parte inferiore una caratteristica serigrafia del logo sociale. Esaurito il rapporto con l'azienda inglese nel 1998-1999, il club firmò un nuovo contratto con il fornitore tecnico americano della Nike, che esordì presentando una maglia sostanzialmente nel solco delle precedenti.

##### Anni 2000
Nella stagione 2000-2001 la Nike non apportò elementi di grande novità, mentre nel 2001-2002 decise di introdurre nella tradizionale palatura nerazzurra degli inserti gialli, che vennero confermati anche nell'annata successiva. Nella stagione 2003-2004 la divisa si caratterizzò per una generale predominanza dell'azzurro sul nero, soprattutto nella parte inferiore della stessa, mentre non ci furono grosse novità l'anno successivo.
Nella stagione 2006-2007 tornò a campeggiare sulla maglia del club il tricolore – a distanza di diciassette anni dall'ultima volta – mentre la coccarda tricolore, simbolo della Coppa Italia conquistata nell'annata precedente, trovò spazio solo sulla manica sinistra. La stagione 2007-2008 rappresentò per il club quella celebrativa dei primi cento anni dalla sua fondazione. Per celebrare la ricorrenza, la Nike elaborò una divisa più classica: la maglia presentava sette righe – tre nere e quattro azzurre – con lo scudetto tricolore disposto al centro della stessa. Per il 2008-2009 l'azienda americana pensò a degli inserti di color oro sulle maniche e nella parte inferiore della maglia. Nella stagione 2009-2010 la maglia presentò nove strisce – cinque nere e quattro azzurre – mentre lo stemma societario venne circondato dai colori della bandiera italiana (verde, bianco e rosso) per celebrare i cento anni dal primo scudetto.

##### Anni 2010

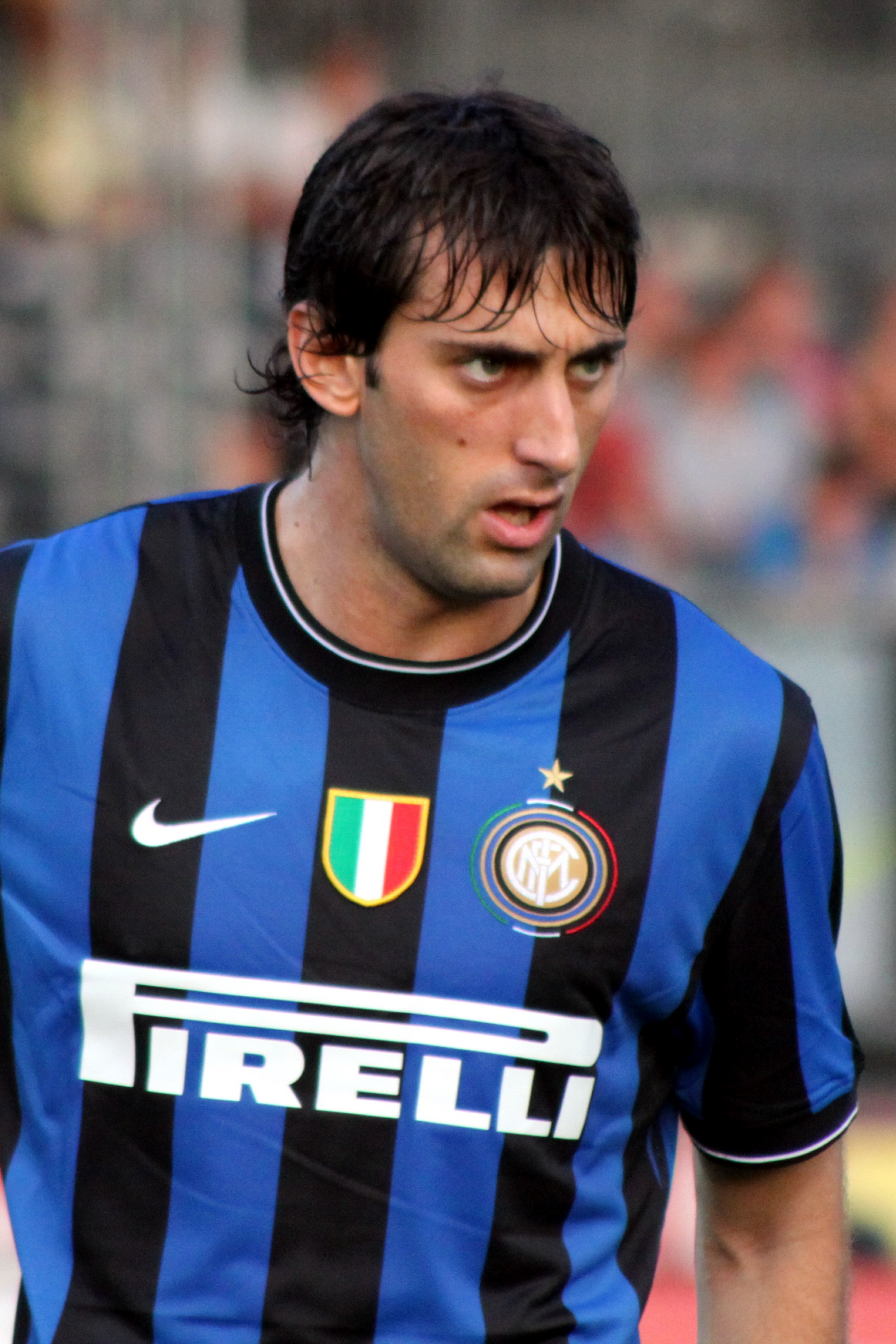
La maglia nerazzurra dell'annata 2009-2010, con righe più larghe; tuttavia, con l'arrivo del XXI secolo il numero delle stesse subirà notevoli variazioni.

L'annata 2010-2011 fece segnare una sostanziale innovazione: per la prima volta le strisce nerazzurre non furono definite ma presentarono un effetto sfumato che richiamava la pelle del biscione, simbolo della squadra. Novità anche per lo stemma, che venne racchiuso in tre cerchi concentrici con i colori sociali (oro, blu e nero) e per lo scudetto tricolore che, dopo la sopravvenuta vittoria nel Mondiale per club nel dicembre dello stesso anno, andò ad affiancare la coccarda nella parte destra della maglia lasciando spazio al centro al FIFA Champions Badge. Dopo una stagione così innovativa, l'anno seguente la Nike scelse di tornare, in un certo senso, alle origini. Le classiche strisce nerazzurre infatti, divennero più sottili, in controtendenza con i campionati passati. Degno di nota fu il colletto a polo con chiusura a due bottoni. Per il 2012-2013, le strisce della maglia, a girocollo, divennero cinque – tre azzurre e due nere – mentre le maniche furono completamente nere con risvolto azzurro. La casacca della stagione 2013-2014 presentò bande leggermente più strette rispetto a quella della passata stagione e una tonalità di azzurro più scura del solito, tendente al blu. Il colletto fu per la prima volta alla coreana, più basso e rotondo, di colore nero.
L'annata 2014-2015 fece segnare una vera e propria rivoluzione: la maglia fu caratterizzata da un colletto a polo prevalentemente nero, con una rifinitura azzurra sulla parte superiore, e strisce nere più strette, ulteriormente definite da tredici pinstripes azzurre, quasi a ricordare un elegante gessato. Le maniche seguivano la trama principale per poi finire con una striscia sottile azzurra e una banda di colore nero ai bordi. La maglia 2015-2016 si ispirò a quella del 1990-1991 per celebrare i venticinque anni dalla vittoria della prima Coppa UEFA: fece così ritorno la classica divisa a strisce nere e azzurre. L'anno successivo la Nike confermò le tradizionali righe verticali nerazzurre, ma aggiunse una particolare grafica a linee ondulate; inoltre, vennero proposti dei curiosi calzettoni gialli.
Nella stagione 2017-2018 l'azienda americana rivoluzionò ancora le righe, proponendole asimmetriche, prima di tornare ad uno stile più classico nell'annata seguente, quando l'elemento più interessante fu la grafica a pelle di serpente nella parte inferiore della casacca. Questo fu anche il terzo anno consecutivo in cui vennero proposte le maniche monocolore nere. Nella stagione 2019-2020 l'azienda americana pensò a un inserto a strisce diagonali all'altezza del petto che si intersecava con le classiche righe verticali nere e azzurre.

##### Anni 2020
Per la stagione 2020-2021 la Nike scelse di reinterpretare la tradizionale palatura proponendo delle spesse righe a zig-zag nerazzurre, che riprendevano il biscione, e un motivo a onde. La maglia si rifaceva a forme e colori caratteristici dello stile tribal-pop. Nella stagione 2021-2022 la maglia presentò una trama a pelle di serpente, che richiamava nuovamente il biscione. Da segnalare il ritorno dello scudetto e il debutto sulla maglia del nuovo logo societario, svelato già nel corso della stagione precedente. L'annata 2022-2023 vide il ritorno della classiche strisce nerazzurre, con un design ispirato a quello degli anni 1960; la parte superiore del busto fu caratterizzata da una fascia nera.
Nella stagione 2023-2024, culminata nella seconda stella, la maglia presentò un motivo a mosaico, che sfumava tra le tradizionali strisce nerazzurre; lo stesso fu inserito all'interno del colletto, affiancato dalla bandiera di Milano presente anch'essa in forma mosaicata. Come nella stagione precedente, la parte superiore della casacca fu caratterizzata da una fascia nera. La maglia dell'annata 2024-2025, caratterizzata dal ritorno dello scudetto e dal debutto delle due stelle, propose le tradizionali righe nerazzurre accostate a righe diagonali e disallineate tra loro; la grafica, che offriva una reinterpretazione moderna e dinamica delle righe, partiva dal fronte della casacca in corrispondenza dello scudetto e proseguiva sul retro. Per la prima volta dalla stagione 2005-2006 lo stemma, in oro, trovò spazio al centro della maglia, con lo scudetto applicato a sinistra.

#### Evoluzione
| 1908-1909 | 1909-1910 | 1910-1915 | 1919-1920 | 1920-1921 | 1921-1924 | 1924-1928 | 1928-1929 | 1929-1930 | 1930-1931 |
| 1931-1932 | 1932-1936 | 1936-1937 | 1937-1938 | 1938-1939 | 1939-1940 | 1940-1941 | 1941-1947 | 1947-1953 | 1953-1955 |
| 1955-1957 | 1957-1958 | 1958-1959 | 1959-1961 | 1961-1962 | 1962-1963 | 1963-1964 | 1964-1965 | 1965-1966 | 1966-1967 |
| 1967-1971 | 1971-1972 | 1972-1973 | 1973-1974 | 1974-1975 | 1975-1976 | 1976-1977 | 1977-1978 | 1978-1979 | 1979-1980 |
| 1980-1981 | 1981-1982 | 1982-1983 | 1983-1986 | 1986-1988 | 1988-1989 | 1989-1990 | 1990-1991 | 1991-1992 | 1992-1994 |
| 1994-1995 | 1995-1996 | 1996-1997 | 1997-1998 | 1998-1999 | 1999-2000 | 2000-2001 | 2001-2002 | 2002-2003 | 2003-2004 |
| 2004-2005 | 2005-2006 | 2006-2007 | 2007-2008 | 2008-2009 | 2009-2010 | 2010-2011 | 2011-2012 | 2012-2013 | 2013-2014 |
| 2014-2015 | 2015-2016 | 2016-2017 | 2017-2018 | 2018-2019 | 2019-2020 | 2020-2021 | 2021-2022 | 2022-2023 | 2023-2024 |
| 2024-2025 | 2025-2026 |           |           |           |           |           |           |           |           |

### Seconda divisa

#### Storia

La tradizionale seconda maglia bianca dell'Inter, qui nel modello adottato nella stagione 1999-2000.

Dagli anni 1910 e fino alla prima metà degli anni 1940, le maglie da trasferta dell'Inter furono prevalentemente bianche, talvolta con inserti nerazzurri. In alcune gare della stagione 1914-1915 la squadra scese in campo con una particolare maglia bianca con scollo a V, girocollo con laccetti e polsini nerazzurri e fondo della stessa azzurronero nella quale spiccava la scritta F.C.I. sul petto. Nella stagione 1927-1928 i giocatori dell'Inter indossarono una maglia granata con scollo a V – riproposta nel 1951-1952, nella variante con girocollo –, mentre nella stagione nel 1937-1938 e nel 1941-1942 comparve una maglia arancione a girocollo.
A partire dalla seconda metà del decennio venne introdotta stabilmente una muta da trasferta di colore bianco che poteva avere girocollo e polsini nerazzurri – ciò avvenne dal 1946 al 1949, e nel 1951 –, oppure scollo a V e laccetti, girocollo, fascia e polsini azzurroneri – nel 1946 e nel 1952 –, o ancora fascia azzurronera, girocollo azzurronero e polsini nerazzurri, come nel 1950. Dalla stagione 1952-1953 a quella 1954-1955 tornò la maglia arancione, con girocollo e polsini neri oppure con girocollo azzurro e polsini neri.
Dal 1956 al 1965 fu adottata una maglia bianca con sbarra nerazzurra, con scollo a V e laccetti, con un'unica variazione nella stagione 1964-1965 rappresentata dal girocollo azzurronero. Per l'annata 1965-1966 e fino a quella 1969-70, venne scelta ancora una casacca bianca con girocollo azzurronero e polsini nerazzurri, ma tornò la fascia azzurronera come nell'immediato secondo dopoguerra. Dal 1971 al 1976 fu utilizzata una casacca bianca con scollo a V, colletto e polsini nerazzurri; fece eccezione il 1975, quando tornò la maglia bianca con girocollo, fascia e polsini nerazzurri. Nell'intervallo di tempo dalla stagione 1976-1977 a quella 1985-1986 i giocatori indossarono una maglia bianca con colletto e polsini neri e striscia nerazzurra sulle maniche. Nell'annata 1986-1987 venne utilizzata una casacca bianca con colletto nerazzurro e polsini neri, che venne confermata fino al 1988 salvo leggere variazioni.
Nella stagione 1988-1989 venne introdotta una curiosa fantasia azzurronera all'altezza del petto che caratterizzò la maglia da trasferta fino alla stagione 1990-1991. Dal 1991 al 1993 la casacca bianca con colletto e polsini nerazzurri fu contraddistinta da un'altra fantasia azzurronera ma questa volta all'altezza delle spalle, mentre dal 1993 al 1995 tornò la maglia bianca con colletto e polsini nerazzurri e striscia azzurronera trasversale. Nella stagione 1995-1996 la parte superiore della maglia fu occupata da un curioso collage dello stemma societario mentre in quella 1996-1997, la casacca fu bianca con colletto e striscia nerazzurra sulle maniche e fascia orizzontale azzurronera. Nel 1998 una fascia verticale azzurronera occupò la parte sinistra della maglia. Dal 1998 al 2001 la maglia, a parte alcune leggere variazioni, fu pressoché bianca con scollo a V, mentre nel 2001-2002 fu usata una maglia bianca e grigia con girocollo nero. Nella seconda metà degli anni 2000 furono proposte maglie bianche con la tradizionale fascia azzurronera trasversale – come nel 2003 – od orizzontale – ciò accadde nel 2006 e nel 2010 –, o ancora con inserti di vario tipo azzurroneri, come nel 2005, nel 2007 e nel 2009; tuttavia non mancarono curiosi esperimenti come nel 2003-2004, quando venne adottata una maglia gialla. Discorso a parte per la divisa bianca rossocrociata della stagione 2007-2008, che ebbe un chiaro intento celebrativo in vista del centenario del club.
Nella stagione 2010-2011 la maglia bianca da trasferta presentò sul fianco sinistro il disegno di un biscione stilizzato, con la testa che sbucava sulla manica. La seconda maglia per l'annata 2011-2012 fu come di consueto bianca ma si caratterizzò per il ritorno della storica sbarra nerazzurra. Per la maglia della stagione 2012-2013 il colore scelto fu il rosso, voluto dal presidente Massimo Moratti stesso e ispirato sia dalla propria passione per il Manchester Utd sia, più prosaicamente, dallo stemma cittadino; inserto nerazzurro per il bordo delle maniche. Nel 2013-2014 la seconda maglia tornò a essere interamente bianca, con colletto alla coreana azzurro e bande orizzontali nerazzurre sulle maniche, dopo che la scelta del rosso era stata oggetto di contestazione della maggior parte dei tifosi. La maglia dell'annata successiva fu bianca, con una grafica a righe grigio chiaro che disegnava al centro la croce di San Giorgio. Nella stagione 2015-2016 venne realizzata una casacca bianca con una fascia orizzontale azzurronera e con una grafica tono su tono che richiamava il disegno della pelle di un serpente. Il bianco venne confermato anche nelle tre annate successive: nel 2016-2017 con il particolare delle maniche cinte di nerazzurro, nel 2017-2018 con quello delle maniche bicolore (grigia e azzurra) e nel 2018-2019 con quello della grafica a rombi grigio chiaro sul busto, a richiamare la pelle del serpente. Nella stagione 2019-2020 la Nike propose, invece, una maglia color acquamarina con un ricamo oro e nero intorno al collo a V e alle maniche.
L'annata 2020-2021 vide il ritorno del più tradizionale bianco e fu caratterizzata da un motivo a rete con righe sottili nerazzurre, presente anche sulle maniche e sul retro, ispirato al postmodernismo milanese degli anni 1980. Nella stagione 2021-2022 la maglia fu ancora bianca, con un serpente nerazzurro disegnato a mano che la attraversava dalla parte anteriore a quella posteriore. Nell'annata 2022-2023 la casacca fu bianca con una stampa di colore light acqua raffigurante un planisfero, a sottolineare lo spirito inclusivo e l'apertura al mondo del club. Nella stagione 2023-2024 la maglia vide il ritorno su sfondo bianco della banda diagonale nerazzurra, che mancava dalla stagione 2012-2013: per l'occasione, la fascia diagonale era interrotta da una sequenza sfumata con un effetto mosaico, dove trovava posto lo sponsor ufficiale e da cui si originava un'inversione tra i colori della banda. Nell'annata successiva la maglia fu bianca con inserti grigi, colore utilizzato dagli stilisti dell'alta moda milanese fin dagli anni 1970 e ispirato all'estetica gotica e industriale della città di Milano.

#### Evoluzione
| 1964-1965 | 1965-1966 | 1966-1967 | 1967-1970 | 1970-1971 | 1971-1972 | 1972-1974 | 1974-1975 | 1975-1976 | 1976-1978 |
| 1978-1979 | 1979-1980 | 1980-1981 | 1981-1982 | 1982-1983 | 1983-1986 | 1986-1988 | 1988-1989 | 1989-1990 | 1990-1991 |
| 1991-1993 | 1993-1995 | 1995-1996 | 1996-1997 | 1997-1998 | 1998-1999 | 1999-2000 | 2000-2001 | 2001-2002 | 2002-2003 |
| 2003-2004 | 2004-2005 | 2005-2006 | 2006-2007 | 2007-2008 | 2008-2009 | 2009-2010 | 2010-2011 | 2011-2012 | 2012-2013 |
| 2013-2014 | 2014-2015 | 2015-2016 | 2016-2017 | 2017-2018 | 2018-2019 | 2019-2020 | 2020-2021 | 2021-2022 | 2022-2023 |
| 2023-2024 | 2024-2025 | 2025-2026 |           |           |           |           |           |           |           |

### Terza divisa

#### Storia

La terza maglia della stagione 1980-81 è gialla con dettagli nerazzurri: una soluzione che sarà utilizzata di frequente anche nel corso degli anni 1990 e anni 2000.

Nonostante si possa parlare dell'utilizzo in pianta stabile di una terza maglia solo a partire dagli anni 1990, già nella stagione 1950-1951 i giocatori dell'Inter indossarono saltuariamente una maglia nera a girocollo con una fascia orizzontale azzurra. Nella stagione 1980-1981 invece venne realizzata una maglia gialla con colletto e polsini nerazzurri e sulle maniche una striscia nerazzurra.

La terza maglia della stagione 1997-98 con hoops nerogrigie: per la prima volta nella storia interista la third venne "promossa" a divisa casalinga nelle coppe, marchiando la vittoria della terza Coppa UEFA nerazzurra.

Dal 1991 al 1995 fu prodotta una maglia gialla con colletto e polsini nerazzurri e una particolare fantasia azzurronera all'altezza delle spalle. Nella stagione 1995-1996 la terza casacca fu di colore verde (venne utilizzata solo nella partita contro il Napoli del 24 settembre 1995) mentre già dall'annata 1996-1997 tornò la consueta maglia gialla. Nell'annata 1997-1998, specificamente per le gare di Coppa UEFA e di Coppa Italia, fu realizzata una maglia con righe orizzontali nere e grigie e una serigrafia del logo sociale nella parte inferiore della stessa. Nel 1999 invece si tornò a una più consueta casacca di colore blu. Nella prima metà degli anni 2000 vennero prodotte maglie nel solco stilistico di quelle precedenti, due di colore giallo – nel 2000 e nel 2003 – e due di colore arancione, nel 2001 e nel 2002. Nelle stagioni 2004-2005 e 2005-2006 fu utilizzata una casacca con righe orizzontali blu e grigie. Dall'anno seguente non venne più prodotta una terza maglia, e in caso di necessità venne riutilizzata la seconda maglia della stagione precedente.
Nella stagione 2014-2015 la Nike decise di tornare a produrre una terza divisa, realizzando una maglia, caratterizzata da due tonalità di azzurro, chiaro sul fronte e scuro sul retro, divise da una striscia nera che partiva dal colletto a polo e terminava sui calzettoni. Nella stagione 2015-2016 la maglia, con colletto a girocollo e stemma sociale monocromatico, aveva una grafica nera che sfumava dalle maniche e dal bordo dei pantaloncini accentuando il giallo vivace. L'anno successivo la casacca si caratterizzò per un motivo a righe orizzontali, formate dai colori azzurro e verde elettrico; la divisa si completava con pantaloncini e calzettoni verdi. Nella stagione 2017-2018 la Nike propose una divisa blu scuro, con una particolare trama geometrica sul busto; gli inserti invece, compresi gli sponsor, erano di colore giallo fluorescente.
La terza maglia dell'annata 2018-2019 fu concepita per essere un omaggio alla città di Milano: il colore scelto, il grigio, e il design richiamavano il marmo utilizzato per costruire il Duomo mentre nella parte frontale della maglia spiccava la croce di San Giorgio, con riprodotta al suo interno la mappa della città meneghina. L'anno dopo l'azienda americana realizzò un completo nero con inserti gialli; il logo Nike fu proposto nella versione vintage mentre i colori usati per il logo della Pirelli rimandavano direttamente al mondo dell'automobilismo. Nella stagione 2020-2021 la Nike presentò una maglia a strisce orizzontali di colore nero e grigio scuro e impreziosita da dettagli gialli. Nell'annata seguente venne realizzata una maglia nera che presentava al centro un motivo con quattro colori fluorescenti (azzurro, arancione, verde e giallo) a strisce diagonali accostati, a rappresentare i valori di inclusione e uguaglianza che caratterizzano il club. Nella stagione 2022-2023 la maglia fu gialla, con il girocollo e i bordi delle maniche nerazzurri. L'annata successiva vide il ritorno dell'arancione con il colletto a girocollo blu scuro e grigio, i bordi delle maniche grigi e un inserto blu scuro sui fianchi. Nella stagione 2024-2025 la maglia fu nuovamente gialla con motivi blu scuro sui lati e sulle maniche; da segnalare lo swoosh doppio e verticale, per simboleggiare la crescita del calcio femminile.

#### Evoluzione
| 1980-1981 | 1991-1995 | 1995-1996 | 1996-1997 | 1997-1998 | 1998-1999 | 1999-2000 | 2000-2001 | 2001-2002 | 2002-2003 |
| 2003-2004 | 2004-2007 | 2008-2009 | 2009-2010 | 2012-2013 | 2013-2014 | 2014-2015 | 2015-2016 | 2016-2017 | 2017-2018 |
| 2018-2019 | 2019-2020 | 2020-2021 | 2021-2022 | 2022-2023 | 2023-2024 | 2024-2025 |           |           |           |

### Divisa dei portieri

#### Storia
Nei primi anni di vita, per le divise dei portieri nerazzurri venivano scelte semplici camicie, maglioni di flanella o addirittura giacche per proteggersi dalle temperature invernali.
Tranne qualche eccezione, fino alla metà degli anni 1970 la divisa dei portieri dell'Inter fu monocromatica o quasi: un completo tutto nero con colletto e/o dettagli azzurri. Il cambio di stile avvenne dopo il 24 settembre 1975, quando al termine di un'assemblea degli arbitri venne vietato l'uso del nero per le casacche dei portieri, in modo da evitare confusioni con le giacchette dei direttori di gara dello stesso colore. Così vennero introdotte nuove colorazioni per la maglia degli estremi difensori: grigio, verde o giallo le più utilizzate.
Questa generale sobrietà lasciò spazio durante gli anni 1990 a divise dai colori sgargianti e dalle fantasie più disparate, come la maglia con cui i portieri scesero in campo nella stagione 1995-1996 che si caratterizzava per la particolare disposizione dello sponsor ufficiale.
Con l'arrivo del XXI secolo la maglia dei portieri tornò ad assumere uno stile più classico: giallo, verde, grigio e nero le tinte più adoperate. Nella stagione 2010-2011 la casacca del portiere presentava degli inserti seghettati sulle maniche. Caratteristica la scelta per la stagione 2019-2020: i kit degli estremi difensori erano contraddistinti da due template diversi, uno per le partite di campionato e l'altro per quelle internazionali.

#### Evoluzione
| 1998-1999 | 1999-2000 | 2000-2001 | 2001-2002 | 2002-2003 | 2003-2004 | 2004-2005 | 2005-2006 | 2006-2007 | 2007-2008 |
| 2008-2009 | 2009-2010 | 2010-2011 | 2011-2012 | 2012-2013 | 2013-2014 | 2014-2015 | 2015-2016 | 2016-2017 | 2017-2018 |
| 2018-2019 | 2019-2020 | 2020-2021 | 2021-2022 | 2022-2023 | 2023-2024 | 2024-2025 |           |           |           |

### Altre divise

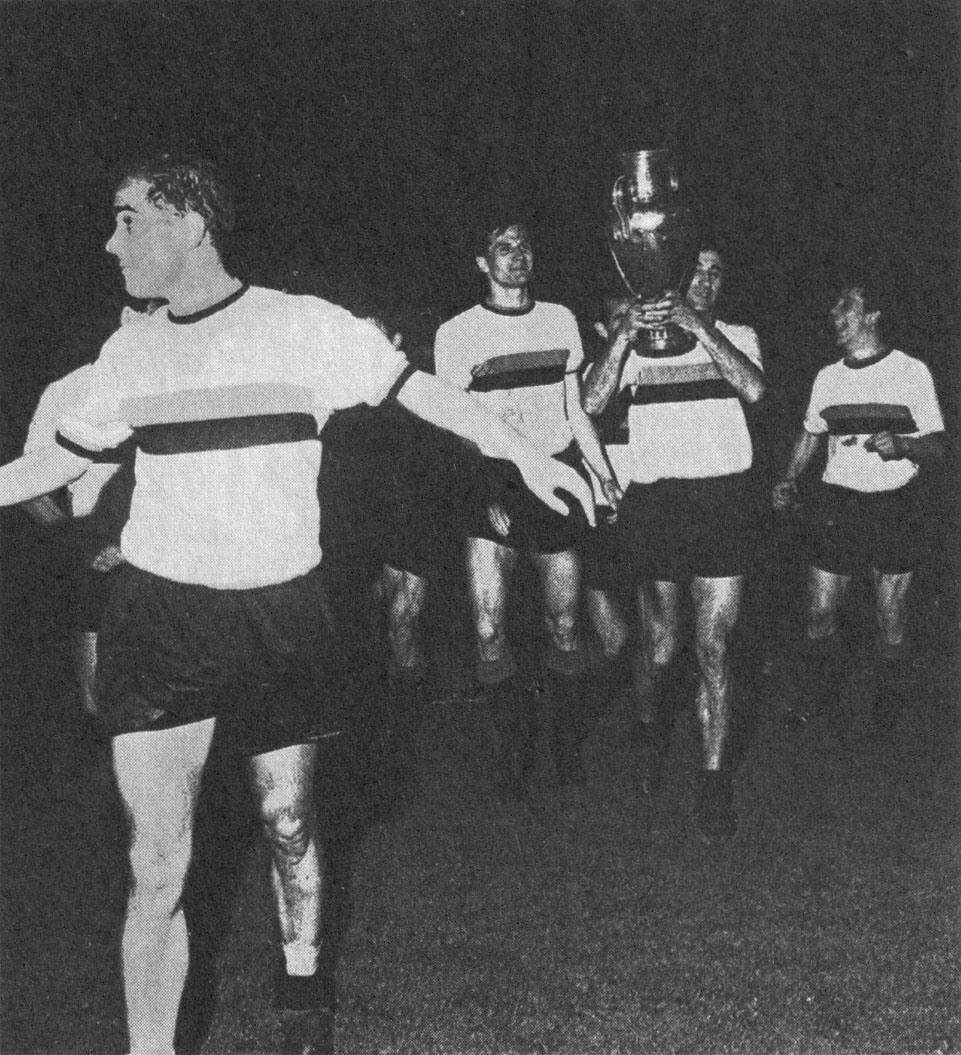
I giocatori dell'Inter festeggiano il trionfo nella Coppa dei Campioni 1964-1965, con indosso la speciale maglia fasciata vestita unicamente nella finale.

La rappresentativa di Milano scesa in campo il 13 ottobre 1965 contro il per la Coppa Principe Filippo d'Edimburgo.

Evaristo Beccalossi con la maglia azzurra indossata dalla rappresentativa di Milano nell'amichevole contro la del 21 febbraio 1982.

Nel corso della sua storia l'Inter ha sfoggiato anche divise speciali, realizzate appositamente per particolari sfide o ricorrenze.
Divise unitarie
La prima volta risale al 5 aprile 1916 quando una selezione mista di calciatori dell'Inter e del Milan, vestiti in maglia azzurra (in onore della nazionale italiana) con stemma della città di Milano sul petto, vinse 4-0 contro una rappresentativa formata da calciatori delle altre squadre milanesi. Il 20 settembre 1926 a Milano una rappresentativa cittadina, vestita in maglia granata, superò 4-1 una corrispettiva tedesca. Il 27 novembre 1949, in occasione della partita contro l'Austria Vienna per i festeggiamenti del 50º anniversario di fondazione del Milan, la rappresentativa mista dei giocatori delle due squadre meneghine scese in campo con una particolare maglia bianca fasciata, dove l'azzurro dell'Inter e il rosso del Milan trovavano spazio nella fascia rossonerazzurra che attraversava il busto. Anche negli anni 1950 le due formazioni milanesi si riunirono più volte, in colore arancione, per sfidare formazioni straniere.
Il 13 ottobre 1965, in un incontro valido per la Coppa Principe Filippo d'Edimburgo contro il Chelsea, i giocatori di Inter e Milan indossarono a San Siro una maglia bianca rossocrociata, simile a quella adottata dall'Ambrosiana nella stagione 1928-1929. Quattro anni dopo, l'11 giugno, la mista milanese affrontò a Lione la squadra locale nell'ambito dei festeggiamenti per il gemellaggio tra le due città, sfoggiando una casacca bianca a strisce rossonerazzurre. Infine, per la sfida benefica del 17 dicembre 1980 con il Bayern Monaco, volta a sostenere i terremotati irpini, e per quelle d'inizio 1982 in cui fece da sparring partner alle nazionali polacca e peruviana in vista del campionato del mondo 1982, il MilanInter scese in campo al Meazza in una divisa azzurra che richiamava quella italiana.
| MilanInter 1949 | MilanInter 1965 | MilanInter 1982 |

Divise speciali
Il 27 maggio 1965, nella finale di Coppa dei Campioni contro il Benfica, l'Inter indossò una divisa realizzata ad hoc per l'occasione che consisteva in una maglia bianca fasciata di nerazzurro, abbinata a pantaloncini e calzettoni neri con dettagli azzurri.
Il 6 aprile 1995 l'Inter scese in campo per un'amichevole contro la Solbiatese indossando una speciale maglia rossa con colletto blu e bianco, voluta dall'allora neopresidente Massimo Moratti e ispirata a quella del Manchester Utd, che non venne poi riproposta in gare ufficiali e mai messa in commercio. Nell'aprile 2021, invece, fu presentata una speciale quarta maglia, parte della collezione ideata per il lancio del nuovo logo del club: ispirata all'attitudine visionaria dell'artista futurista Giorgio Muggiani, presentava un intreccio di forme geometriche e utilizzava quattro colori (giallo, bianco, nero e azzurro). La divisa fece il suo esordio nella partita di campionato contro la Roma del successivo 12 maggio.
Nella gara di campionato contro il Cagliari del 12 aprile 2025, i giocatori sono scesi in campo con una versione speciale della maglia away realizzata in collaborazione con il campione di motociclismo Valentino Rossi, noto sostenitore dei nerazzurri, in occasione dei suoi 46 anni: la maglia presenta una riga verticale giallo fluo nella parte centrale e il numero "46" sotto lo swoosh della Nike.
| Finale C. Campioni 1964-1965 | Aprile 1995 |  | Quarta divisa 2020-2021 | Aprile 2025 Inter x VR46 |

Divise celebrative
In occasione della gara contro la Reggina dell'8 marzo 2008, la Nike approntò una versione rivisitata della maglia di quella stagione per celebrare i 100 anni del club nerazzurro. La casacca aveva il logo dello sponsor tecnico e il nome dello sponsor Pirelli in oro.
Oltre un decennio più tardi, in concomitanza con la stracittadina del 17 marzo 2019, la Nike realizzò una maglia speciale per celebrare i 20 anni della partnership con i nerazzurri: la casacca era un collage dei dieci template più iconici dell'ultimo ventennio interista, cinque sul fronte e cinque sul retro; la maglia era disponibile in edizione limitata a 1908 pezzi, richiamando l'anno di fondazione del club. La casacca fu successivamente riproposta, nello stesso campionato, nelle partite casalinghe contro Lazio e Atalanta.
Sei anni dopo, in occasione della gara di campionato contro il Cagliari del 12 aprile 2025, la Nike realizzò una maglia speciale in collaborazione con il motociclista Valentino Rossi, per celebrare i suoi 46 anni: la maglia, che era la away di quella stagione, presentava una riga verticale giallo fluo nella parte centrale e il numero "46" sotto lo swoosh della Nike.
| 100 anni | Inter x Nike 20th Anniversary |  |

## Sponsor tecnici

La prima maglia da gioco sponsorizzata nella storia dell'Inter, introdotta nella stagione 1978-1979 e realizzata da Puma

Il primo sponsor tecnico dell'Inter è stato Puma, azienda tedesca che ha vestito i nerazzurri dalla stagione 1978-1979 a quella 1980-1981. La sponsorizzazione più longeva, invece, è quella in essere con Nike, che fornisce le divise al club meneghino ininterrottamente dalla stagione 1998-1999, per un totale di 26 stagioni. A seguire il legame con l'azienda statunitense, ci sono quelli con Umbro di 7 stagioni, da quella 1991-1992 a quella 1997-1998, e con Mec Sport di 5 stagioni, da quella 1981-1982 a quella 1985-1986.
Di seguito la cronologia degli sponsor tecnici dell'Inter.
- 1978-1981 Puma
- 1981-1986 Mec Sport
- 1986-1988 Le Coq Sportif
- 1988-1991 Uhlsport
- 1991-1998 Umbro
- 1998- Nike[89]

## Simboli ufficiali

### Stemma
Lo stemma dell'Inter fu disegnato dall'illustratore Giorgio Muggiani, uno dei soci fondatori del nuovo sodalizio. La scelta dei colori, il nero e l'azzurro, fu in primis un omaggio al cielo notturno milanese, ma fu dettata anche dalla volontà di opporsi simbolicamente al binomio cromatico adottato dal Milan (nero e rosso): all'epoca, infatti, era comune l'uso di matite a due colori, rosse da una parte e blu dall'altra. Ispirato a quello dei club inglesi, il simbolo riportava al suo interno le lettere FCIM sovrapposte in bianco su uno sfondo costituito da un cerchio dorato, circondato da un cerchio nero, che a sua volta era circondato da un cerchio azzurro.
Il monogramma disegnato da Muggiani fu abbandonato nel 1928, in seguito alla fusione con la Milanese e il cambio di denominazione in Ambrosiana per ragioni politiche: venne quindi adottato uno stemma formato da un cerchio blu con al centro il fascio littorio, sulla sinistra lo scudo con il biscione e sulla destra lo scudo rossocrociato di Milano. Sulle divise, dall'amichevole Ambrosiana-Newcastle del 19 maggio 1929, viene cucito lo stemma della Milanese: un cerchio a metà a scacchi bianconeri e nell'altra metà con la croce rossa di Milano.
Come logo societario dal 1929 al 1932 fu proposto un cerchio nero, con al proprio interno un rombo contenente dieci strisce verticali blu e nere e affiancato a destra dalla lettera A di Associazione e a sinistra dalla lettera S di Sportiva, entrambe su campo bianco; in basso era presente una striscia nera orizzontale contenente la parola AMBROSIANA. Dopo aver cambiato nuovamente denominazione in Ambrosiana-Inter nel 1932, il club fu costretto ad apportare una nuova modifica allo stemma, che divenne un rombo con i lati blu, all'interno dei quali era scritto ASSOCIAZ. SPORTIVA AMBROSIANA INTER; nel rombo campeggiavano nove strisce verticali, cinque nere e quattro blu, con un pallone nel mezzo.
Con la caduta del regime fascista, nel 1945 l'Ambrosiana-Inter tornò a chiamarsi solamente Inter; adottò, quindi, uno stemma più simile a quello tradizionale, pur con una variazione di colori: le lettere FCIM erano di colore oro, mentre lo sfondo era costituito da un cerchio bianco, circondato da un cerchio nero, a sua volta circondato da un cerchio blu.

Il primo stemma dell'Inter disegnato da Giorgio Muggiani nel 1908 e usato fino al 1928.
Stemma utilizzato dal 1928 al 1929, con il fascio littorio al centro; a sinistra lo scudo con il biscione visconteo e a destra lo scudo rossocrociato di Milano.
Stemma in uso dall'AS Ambrosiana-Inter dal 1932 al 1945.
Stemma utilizzato dal 1945 al 1960, con il monogramma FCIM dorato su sfondo bianco.
Stemma in uso dal 1960 al 1963.

Il 1960 è un anno di cambiamento per quanto riguarda il logo nerazzurro: colori invariati, rivoluzionati forma e contenuti. Torna protagonista il biscione. Lo stemma con cui il club viene identificato, pur non venendo mai utilizzato nei documenti o sulle divise ufficiali, è un ovale a strisce nerazzurre, dominato al centro dal biscione visconteo in oro. Nella parte superiore compaiono, sempre in oro, la scritta INTER su sfondo nero e le lettere FC su sfondo blu per dare visibilità alla denominazione Football Club.
Dal 1963 al 1979 l'Inter ritornò allo stemma originario, anche se con qualche lieve modifica: le lettere bianche FCIM (con la M fortemente ribassata) furono poste dentro un cerchio dorato e circondate da un cerchio nero a sua volta circondato da un cerchio blu, ma la vera novità fu la presenza di un ulteriore cerchio dorato attorno al cerchio blu. Dal 1979 al 1988 fu adottato uno scudo con al suo interno un biscione bianco che si muoveva su due strisce trasversali, una nera e una azzurra, mentre in alto a destra vi era la stella vinta nel 1966. Nel 1988 l'espressione del biscione diventa più aggressiva e al logo è abbinata la scritta INTER, nera, sopra allo scudo.
Dal 1989 al 1999 si ritornò allo stemma del 1963, di dimensioni più piccole e sormontato da una grossa stella d'oro.

Stemma utilizzato dal 1963 al 1979, con il monogramma FCIM bianco su sfondo dorato.
Stemma utilizzato dal 1979 al 1988, con il biscione raffigurato in una forma più vicina a quella di un serpente.
Stemma utilizzato nella stagione 1988-89, con il biscione più aggressivo.
Stemma utilizzato dal 1989 al 1999, con il cerchio sormontato da una stella d'oro.
Stemma utilizzato dal 1999 al 2007, con la stella inglobata nel cerchio.

Nell'estate 1999 vennero apportati alcuni cambiamenti: le lettere FCIM erano gialle su campo nero e accanto ad esse venne inserita, in piccole dimensioni, la stella che in precedenza sormontava il bollo; inoltre, le lettere erano circondate da un piccolo cerchio blu scuro, circondato a sua volta da un cerchio nero, attorniato da un altro cerchio blu scuro, ma con la scritta INTER nella parte superiore del cerchio e con l'anno di fondazione 1908 nella parte inferiore del cerchio.
Nel 2007 avvenne una nuova modifica, con la stella che venne posta nuovamente sopra il cerchio. Sempre nel 2007, in occasione delle celebrazioni per il centesimo anniversario di fondazione del club, venne realizzato un logo speciale: lo stemma era circondato da una striscia dorata distanziata dallo stemma, nella parte superiore c'era scritto 1908-2008 e nella parte inferiore 100 ANNI INTER.
Nel 2014 lo stemma subisce un nuovo restyling, con l'eliminazione delle scritte cancelleresche e della stella, la quale tornerà solo sulla maglia col suo significato originale, ossia quello di dieci scudetti vinti. Vi è inoltre la semplificazione delle linee del monogramma e la riduzione del numero dei cerchi. Nel 2018, in concomitanza con i centodieci anni del club, è stato realizzato un logo speciale: uno scudo bordato d'oro con all'interno lo stemma dell'Inter su sfondo bianco rossocrociato; in alto c'è la scritta CENTODIECI INTER mentre ai lati della croce gli anni 1908 e 2018.

Stemma utilizzato dal 2007 al 2014.
Stemma utilizzato nel 2008 per il centenario del club.
Stemma utilizzato dal 2014 al 2021.
Stemma utilizzato nel 2018 per le celebrazioni dei 110 anni del club.
Stemma in uso dal 2021.

Nel 2021 il club ha svelato il suo nuovo logo che, per la prima volta nella storia, va a rivisitare lo storico lavoro di Muggiani. Rimane il concetto di monogramma, tuttavia ridotto alle sole lettere I e M, con la volontà di dare vita a una nuova identità visiva fondata sull'acronimo di «Internazionale Milano» – a sua volta oggetto di un wordmark dedicato – oltreché sull'assonanza con l'espressione inglese «I Am», strumento per introdurre l'insieme dei valori del club. Dal punto di vista grafico questo progetto di redesign, curato dallo studio tedesco Bureau Borsche, vede lo stemma adottare «una veste più leggera e minimale»; sul piano cromatico, stante l'adozione di un azzurro più vivace, l'innovazione più significativa risiede nell'accantonamento dell'oro, colore il cui problematico contrasto con il bianco lo aveva reso ormai inadatto all'impiego nella contemporanea era digitale.

### Inni e canzoni
L'inno ufficiale dell'Inter si intitola C'è solo l'Inter ed è stato pubblicato dal duo Elio e Graziano Romani per l'etichetta discografica Hukapan nel 2002. L'interprete del brano è il cantante emiliano Graziano Romani, mentre Elio è presente nel singolo in qualità di pianista, corista, chitarrista ritmico e coautore della title track. L'inno risuona ogni volta che la squadra nerazzurra disputa una partita di calcio allo stadio Giuseppe Meazza di Milano. In precedenza aveva avuto lo status di inno il brano Cuore neroazzurro, inciso nel 1984 per l'etichetta Delta, scritto da Dario Baldan Bembo ed eseguito da I Camaleonti.
Tra le altre canzoni dedicate alla squadra, merita una menzione speciale Pazza Inter che è una canzone cantata dai giocatori stessi, registrata il 22 agosto 2003 negli studi del network radiofonico RTL 102.5 e parte di Inter Compilation, progetto discografico pubblicato dall'etichetta DinDonDan e distribuito da Sony Music Italia dal 26 settembre 2003. La realizzazione di Pazza Inter è stata curata da Paolo Barillari e Dino Stewart (testo), Goffredo Orlandi (musica) e Luca Vittori (digital editing). È stato prodotto altresì un videoclip che mostra i calciatori durante la registrazione e in varie scene di una giornata-tipo presso il centro sportivo della Pinetina. Pazza Inter ha de facto sostituito l'inno ufficiale nerazzurro nelle occasioni pubbliche – come la trasmissione allo stadio prima delle partite casalinghe – per quasi tutto il primo decennio del XXI secolo; il suo utilizzo è stato però interrotto dal club interista a partire dalla stagione 2012-2013, a causa di un mancato accordo economico tra la società nerazzurra e Rosita Celentano, detentrice dei diritti della canzone. In seguito, le due parti hanno trovato un'intesa e il brano è stato nuovamente riproposto dalla stagione 2014-2015 fino alla stagione 2018-2019, dopo la quale, per decisione della stessa società, non viene più eseguito. Un'altra canzone nota è Inter Spaziale, scritta da Roberto Vecchioni e Renato Pareti e registrata dal giocatore Mario Bertini nel 1972.

## Soprannomi

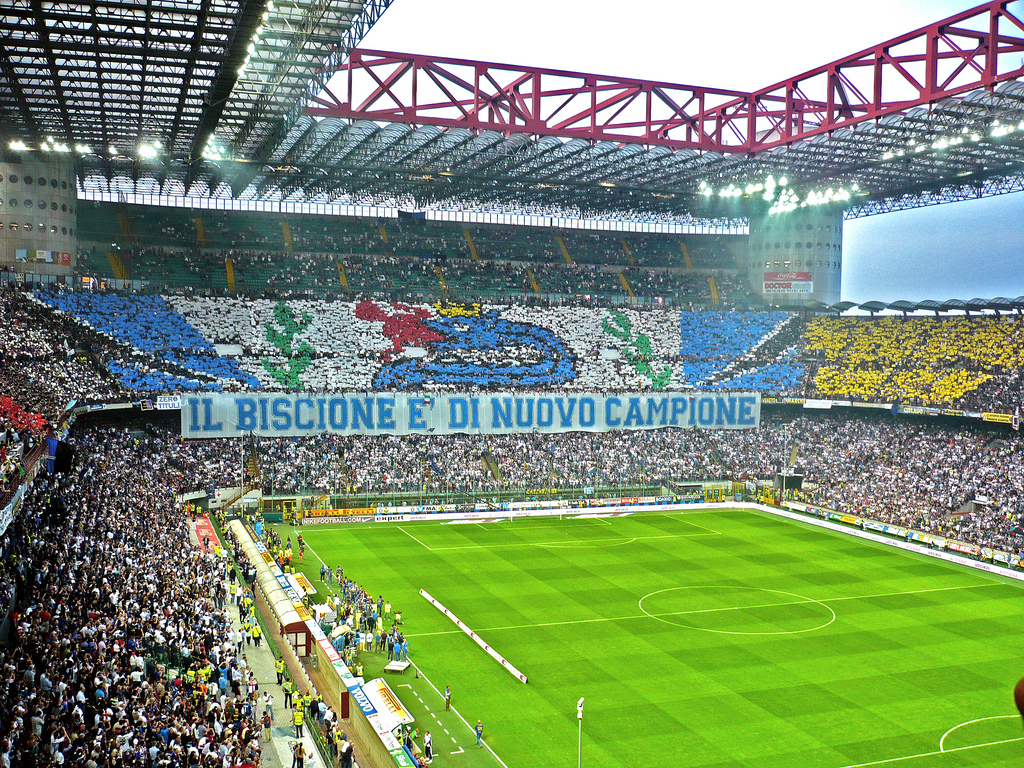
Scenografia dei tifosi dell'Inter celebrativa del diciassettesimo scudetto (2009): il soggetto scelto è il biscione, simbolo della squadra nonché della città meneghina.

L'Inter è principalmente nota come il Biscione, avendo fatto proprio nel corso degli anni uno degli elementi più ricorrenti dell'iconografia della città di Milano, oppure come Nerazzurri, per via dei colori che ne hanno da sempre caratterizzato la tradizionale maglia a strisce verticali.
Meno frequente, ma di tanto in tanto ancora utilizzato dai mass media, è l'appellativo di Beneamata, affibbiatole da Gianni Brera: il soprannome ebbe origine nella simpatia per il club milanese da parte del giornalista sportivo, mai resa pubblica durante la propria attività professionistica per evitare polemiche con i simpatizzanti rivali juventini e milanisti, e sta a indicare, forse anche in maniera un po' ironica, il sostegno passionale di cui la squadra gode in ogni parte d'Italia e l'alternanza di gioie e dolori provata dai suoi tifosi fino all'autolesionismo, motivo per cui l'Inter è anche soprannominata Pazza.
Il soprannome baùscia fa invece riferimento alla credenza popolare che voleva che il tifo per l'Inter fosse appannaggio dei borghesi, a differenza di quello per la sua rivale cittadina, il Milan, supportato invece dalle classi popolari. Infatti, se i tifosi nerazzurri soprannominavano i rivali del Milan casciavìt – che in milanese significa «cacciavite» – proprio per indicare l'estrazione operaia della maggior parte di loro, i tifosi milanisti a loro volta apostrofavano i loro cugini appunto baùscia – termine dialettale che significa «sbruffone», uno degli stereotipi dei milanesi – essendo allora la tifoseria interista composta perlopiù dalle classi altolocate: il tifoso nerazzurro poteva permettersi il "lusso" di andare a San Siro in motoretta (muturèta, altro soprannome dato agli interisti dai milanisti); d'altro canto, i rossoneri erano i tramvèe (cioè in grado di arrivare allo stadio solo coi mezzi pubblici). Questo divario tra le due tipologie di tifosi andrà spegnendosi sul finire degli anni 1960, in coincidenza con l'avvenuta riconfigurazione dell'assetto socio-economico dell'Italia e della realtà lombarda.